# ویلیام همیلتون (تدوین‌گر)
ویلیام همیلتون (انگلیسی: William Hamilton؛  ‏۱۱ نوامبر ۱۸۹۳ – ۳ اوت ۱۹۴۲) تدوین‌گر اهل ایالات متحده آمریکا بود.

## بخشی از فیلمشناسی
- شکوه صبح
- سبکبار و بی‌خیال